# Олександр Васильович Мудрак
Мудра́к Олекса́ндр Васи́льович (нар. 14 лютого 1970) — завідувач кафедри екології, природничих та математичних наук Комунального вищого навчального закладу «Вінницька академія неперервної освіти». Доктор сільськогосподарських наук (за спеціальністю 03.00.16 — екологія), професор, академік Академії Наук Вищої Школи України (по відділенню біології, диплом № 351 від 14.12.2019), член-кореспондент Міжнародної академії наук екології та безпеки життєдіяльності, академік Міжнародної академії культури безпеки, екології та здоров'я.
Керівник Науково-методичного центру освіти для сталого розвитку.
Педагогічне звання: «вчитель-методист» (2017).

## Біографія
Народився 14 лютого 1970 року в селі Вищеольчедаїв Мурованокуриловецького району Вінницької області, де навчався у місцевій школі. Після закінчення школи вступив до Вінницького державного педагогічного інституту, який закінчив у 1993 році, де отримав кваліфікацію «учитель географії і біології» та одержав рекомендацію до аспірантури. Після закінчення інституту прийнятий на посаду вчителя біології загальноосвітньої школи І-ІІІ ступенів с. Вищеольчедаїв. Потім працював на посаді старшого лаборанта кафедри економічних та соціальних знань Вінницького державного педагогічного інституту.
У 1995 році зарахований до цільової аспірантури Київського національного університету ім. Т. Шевченка з відривом від виробництва. У 1998 році зарахований в цільову аспірантуру Інституту агроекології та біотехнології УААН з відривом від виробництва за спеціальністю «екологія» у зв'язку з переводом на роботу наукового керівника. Після закінчення аспірантури прийнятий на посаду асистента кафедри природничих дисциплін Вінницького державного педагогічного університету на умовах строкового договору. У 1999 році захистив кандидатську дисертацію за спеціальністю 03.00.16 — екологія.
У 1999 році був переведений на посаду старшого викладача кафедри природничих дисциплін, а потім доцента кафедри біології Вінницького державного педагогічного університету на умовах строкового договору. У 2002 році отримав вчене звання доцента кафедри біології. У зв'язку з відкриттям спеціальності «географія і екологія» був переведений на посаду доцента кафедри фізичної географії Вінницького державного педагогічного університету на умовах строкового договору.
У 2006 році був зарахований до цільової докторантури Національного авіаційного університету очної форми підготовки терміном до 3-х років. Після закінчення докторантури цільового призначення був прийнятий на посаду доцента кафедри хімії Вінницького державного педагогічного університету імені Михайла Коцюбинського на умовах контракту.
У 2012 році захистив докторську дисертацію за спеціальністю 03.00.16 — екологія на тему: «Структурно-функціональні особливості реалізації регіональної екомережі в контексті стратегії збалансованого розвитку». Потім був прийнятий на посаду професора кафедри методології освіти для сталого розвиткуДержавної екологічної академії післядипломної освіти та управління Міністерства екології та природних ресурсів України. З 2013 року прийнятий на посаду доцента кафедри методики викладання суспільних, філологічних та природничо-математичних дисциплін Вінницького обласного інституту післядипломної освіти педагогічних працівників за строковим трудовим договором. У 2014 році прийнятий на посаду професора кафедри методики викладання суспільних, філологічних та природничо-математичних дисциплін Вінницького обласного інституту післядипломної освіти педагогічних працівників. З 1 квітня 2014 року прийнятий на посаду завідувача кафедри екології та природничо-математичних дисциплін Вінницького обласного інституту післядипломної освіти педагогічних працівників. У 2015 році отримав вчене звання професора кафедри екології та природничо-математичних дисциплін.
З 2015 року за ініціативи Олександра Васильовича у КВНЗ «Вінницька академія неперервної освіти» було відкрито спеціальність 101 «Екологія». Наразі він є гарантом освітньої програми 10 «Природничі науки» спеціальності 101 «Екологія» з підготовки бакалаврів і магістрів за цією спеціальністю.
Починаючи з 2005 року і по даний час Мудрак О. В. був виконавцем, науковим керівником і співкерівником понад 20 науково-дослідних державних тем з екологічного і природоохоронного напрямку. Наразі він є керівником 2 науково-дослідних тем МОНУ та програмно-цільового освітнього проекту «Екошкола — школа майбутнього», результати якого — це участь у VI Міжнародній виставці «Сучасні заклади освіти», «Інноватика в сучасній освіті» (2015), де отримано диплом лауреата конкурсу І ступеня в номінації «Науково-методичний та організаційний супровід упровадження інноваційних підходів в систему екологічної освіти».
Під його науковим керівництвом захищено кандидатські дисертації за спеціальністю 03.00.16 — екологія (біологічні і сільськогосподарські науки), ще декілька аспірантів і здобувачів теж підготували до захисту кандидатські і докторські дисертації.
Член спеціалізованої вченої ради Д 26.371.01 при Інституті агроекології і природокористування НААН із захисту дисертаційних робіт на здобуття наукових ступенів доктора і кандидата наук за спеціальністю 03.00.16 — екологія (біологічні і сільськогосподарські науки), склад якої затверджено наказом МОН № 975 від 20.06.2019 р.
Член спеціалізованої вченої ради К 47.104.05 при Національному університеті водного господарства та природокористування МОН України із захисту дисертаційних робіт на здобуття наукових ступенів кандидата наук за спеціальністю 03.00.16 — екологія (сільськогосподарські науки), склад якої затверджено наказом МОН № 1301 від 15.10.2019 р.
У контексті збереження біотичного і ландшафтного різноманіття, формування і реалізації екологічної і смарагдової мережі, науково-методичних засад розвитку особистості в контексті освіти для сталого розвитку, екологічної безпеки опублікував близько 400 публікацій у вітчизняних та зарубіжних виданнях (12 монографій, 25 підручників і посібників, в тому числі з грифом МОНУ, більше 250 статей, в тому числі публікації у періодичних виданнях, які внесені в наукометричну базу Scopus або Web of Science Core Collection).
Найбільш відомі: «Екологічна безпека Вінниччини» (2008); «Екологія» (2011); «Збалансований розвиток екомережі Поділля: стан, проблеми, перспективи» (2012); «Стратегія збалансованого розвитку Вінницької області: екологічна складова» (2013); «Особливості збереження біорізноманіття Поділля: теорія і практика» (2013); «Вступ до фаху» (2015); «Еталони природи Вінниччини» (2015); «Програмно-цільовий освітній проект „Екошкола — школа майбутнього“» (2015); «Заповідні куточки Вінниччини» (2016); «Екологічна політика як пріоритетна складова стратегії збалансованого розвитку Вінницької області» (2017); «Раритети тваринного світу Поділля: стан, загрози, збереження» (2018); «Екологізм освітнього процесу як запорука успішного світоглядного виховання молодих поколінь» (2019); «Environmental literacy of the leaders of the new formation in an open society» (2019), «Визначні пам'ятки Вінниччини» (2019); «Формування екологічної культури у системі післядипломної освіти» (2019); «Агролісівництво: еколого-збалансований розвиток» (2019) та ін.
О. В. Мудрак співорганізатор декількох і учасник понад 50 Міжнародних наукових і науково-практичних симпозіумів, конференцій, семінарів, зокрема, із екологічних проблем Вінницької області, Подільського регіону та України. Був безпосереднім організатором І Міжнародної науково-практичної конференції «VinSmartEco» на базі КВНЗ «Вінницька академія неперервної освіти». Видав понад 20 типових навчальних програм з нормативних дисциплін підготовки фахівців за спеціальністю 101 «Екологія».
Наукова школа Олександра Васильовича розробляє і впроваджує спеціальні заходи із збереження біотичного і ландшафтного різноманіття, створення заповідних об'єктів, формування і реалізації екологічної й смарагдової мережі, проведення стратегічної екологічної оцінки, визначення оцінки впливу на довкілля, рекомендації щодо підвищення родючості ґрунтів, покращення стану лісових, водних, агро- і урбоекосистем, реалізації принципів освіти для сталого розвитку, екологічного менеджменту, збалансованого використання природних ресурсів.
Громадсько-наукова робота: Робота у складі Акредитаційної комісії з вищої освіти МОН України (наказ МОНУ № 725-л від 29.05.2019. Для проведення чергової акредитаційної експертизи підготовки бакалаврів з напряму підготовки 6.040106 «Екологія, охорона навколишнього середовища та збалансоване природокористування» у Черкаському національному університеті імені Богдана Хмельницького).
Помічник-консультант народного депутата України (комітет Верховної Ради України з питань екологічної політики та природокористування) Овчинникової Ю. Ю. (посвідчення № 81/21).
Голова Вінницького обласного осередку Всеукраїнської екологічної ліги (2012).
Експерт ЄС з питань розміщення відходів (2007).
Член Міжнародної академії культури безпеки, екології та здоров'я (реєстр. № 108 від 2.06.2009).
Експерт ПР ООН з освіти для сталого розвитку (2015). Проект ПР ООН/ГЕФ «Інтеграція положень Конвенцій Ріо у національну політику України». "SWOT-аналіз та аналіз прогалин (GAP-аналіз) політик, програм, планів та законодавчих актів у галузі «освіта і наука» і підготовка рекомендацій щодо їх вдосконалення відповідно до положень «Конвенцій Ріо», 2015 р.).
Експерт ПР ООН з аналізу галузевого законодавства (2017). Проект ПР ООН «Інтеграція положень Конвенцій Ріо у національну політику України». "SWOT та Gap аналіз галузевого законодавства у восьми секторах економіки України для визначення прогалин у законодавчому забезпеченні виконання Конвенцій Ріо (Конвенція ООН з боротьби з деградацією земель та опустелюванням; Конвенції ООН зі збереження біорізноманіття; Рамкової Конвенції ООН зі зміни клімату) і підготовка рекомендацій щодо їх вдосконалення відповідно до положень «Конвенцій Ріо», 2015 р.).
Заступник голови Громадської ради при Вінницькій ОДА та голови Громадської ради при Вінницькій обласній раді з питань екологічної політики, охорони навколишнього природного середовища, екологічної безпеки та раціонального використання надр.
Член Громадської ради при Департаменті агропромислового розвитку, екології та природних ресурсів Вінницької ОДА.
Член Громадської ради при Державній екологічній інспекції у Вінницькій області.
Член науково-технічної ради національного природного парку «Кармелюкове Поділля».
Голова комісії з питань науки та освіти Басейнової ради Південного Бугу.
Голова журі III етапу Всеукраїнської учнівської олімпіади з екології у Вінницькій області (2010—2020).
Член журі IV етапу Всеукраїнської учнівської олімпіади з екології (відповідні накази МОНУ, 2015—2020).
Член журі II етапу Всеукраїнської студентської олімпіади зі спеціальності «Екологія» (2018—2020 Одеський державний екологічний університет, відповідні накази МОНУ)
Членство в редколегіях вітчизняних наукових і науково-методичних видань.
Член редакційної колегії науково-теоретичного «Агроекологічного журналу» як фахового видання за спеціальністю 03.00.16 — екологія (біологічні і сільськогосподарські науки, Київ, № 2, 2018. Журнал включено до міжнародних інформаційних та наукометричних баз: Research Bib Journal Database(Японія), Index Copernicus (Республіка Польща), Google Scholar (США), Ulrich's Periodicals Directory (США)).
Член редакційної колегії науково-практичного журналу «Збалансоване природокористування» (Київ, 2019). Журнал включено до міжнародних інформаційних та наукометричних баз: Research Bible, RePEc (Японія), РИНЦ (Російська Федерація), AdvancedScience Index, Polska Bibliographia Naukowa (Республіка Польща).
Член редакційної колегії наукового журналу "Людина і довкілля. Проблеми неоекології. Харківського національного університету імені В. Н. Каразіна (2019).
Стаж роботи в освіті — 30 років.
Науково-педагогічний стаж — 25 років.
Нагороди: Подяка Міністра охорони навколишнього природного середовища (2007), Почесні грамоти Комітету екологічної політики і природокористування Верховної Ради України (2015), Всеукраїнської екологічної ліги (2010—2020), Вінницької обласної державної адміністрації і Вінницької обласної ради (2014—2020), КВНЗ «Вінницька академія неперервної освіти» (2014—2020) та ін.